# Turn Left Turn Right
Turn Left Turn Right (em tailandês:  สมองเลี้ยวซ้าย หัวใจเลี้ยวขวา; RTGS: Sa-mong Liao Sai. Hua-chai Liao Khwa) é uma telenovela tailandesa exibida pela GMM 25 de 3 de fevereiro a 5 de abril de 2020, estrelada por Kawee Tanjararak, Prachaya Ruangroj, Korapat Kirdpan, Ornjira Lamwilai, Chayanit Chansangavej e Napasorn Weerayuttvilai. A série é adaptada do livro ilustrado Turn Left, Turn Right (A Chance of Sunshine) do autor taiwanês Jimmy Liao.

## Enredo
Tai (Korapat Kirdpan) sonha em ser um escultor, mas fica arrasado com os desejos de seus pais, que querem que ele estude marketing e sua namorada Sangnuea (Wanwimol Jaenasavamethee), que quer que ele estude o mesmo assunto com ela. Ele tem que escolher entre corresponder às expectativas dos outros ou a seus próprios sonhos.
Um jovem músico chamado Gun (Prachaya Ruangroj), que estava esperando por seu verdadeiro amor, cruza o caminho com Aye (Chayanit Chansangavej). Enquanto o relacionamento deles está indo bem, ele encontra uma opção de deixar sua antiga vida e se mudar para Taiwan com Aye.
Todos os três enfrentaram seu próprio problema até serem levados a um bar misterioso, "Em algum lugar que apenas nós sabemos". Seu dono, Tor (Singto Numchok), oferece a eles uma segunda chance de voltar no tempo para uma nova escolha seguir seu coração ou ouvir sua cabeça. Qualquer que seja a escolha que eles façam, suas vidas nunca mais serão as mesmas.

## Elenco

### Elenco principal
- Kawee Tanjararak (Beam) como Pat
- Prachaya Ruangroj (Singto) como Gun
- Korapat Kirdpan (Nanon) como Tai
- Ornjira Lamwilai (Pang) como Trisha
- Chayanit Chansangavej (Pat) como Aye
- Napasorn Weerayuttvilai (Puimek) como Earn

### Elenco de apoio
- Phatchatorn Tanawat (Ploy) como Cher
- Wanwimol Jaenasavamethee (June) como Sangneua
- Singto Numchok como Tor
- Anusorn Maneeted (Young) como Gab
- Danai Jarujinda (Kik) como Jay
- Patara Eksangkul (Foei) como Sun
- Pattadon Janngeon (Fiat) como James
- Chayapol Jutamat (AJ)
- Napat Patcharachavalit

### Elenco de invitados
- Poramet Noi-um como pai de Tai
- Mintita Wattanakul (Mint) como Nym
- Leo Saussay como Patrick
- Carissa Springett como Khim
- Supakan Benjaarruk (Nok) como Jessie